# سرمایه‌گذاری ثابت تجاری
سرمایه‌گذاری ثابت در اقتصاد به معنی خرید سرمایه ثابت جدید، تولید شده‌است. سرمایه گزاری به عنوان یک متغیر جریان اندازه‌گیری می‌شود - یعنی به عنوان مقدار در واحد زمان در نظر گرفته می‌شود.
در نتیجه، سرمایه‌گذاری ثابت انباشت دارایی‌های فیزیکی مانند ماشین آلات، زمین، ساختمان‌ها، تأسیسات، وسایل نقلیه یا فناوری است. معمولاً، ترازنامه یک شرکت همزمان میزان هزینه برای دارایی‌های ثابت را در طول یک فصل (سه ماه) یا یک سال و کل ارزش سهام دارایی‌های ثابت متعلق به آن را بیان می‌کند.
سرمایه‌گذاری ثابت با سرمایه‌گذاری در نیروی کار، هزینه‌های عملیاتی جاری، مواد یا دارایی‌های مالی در تضاد است. دارایی‌های مالی هم ممکن است برای مدت معینی نگه داشته شوند (به عنوان مثال اوراق قرضه) اما معمولاً به آنها «سرمایه گذاری ثابت» گفته نمی‌شود به این دلیل که نگهداری آنها شامل خرید دارایی‌های ثابت فیزیکی نشده‌است. اصطلاح رایج تر برای اینگونه سرمایه‌گذاری‌های مالی «سرمایه گذاری‌های مدت معین» است. سپرده‌های بانکی سپرده‌هایی هستند که برای پول برای دوره ثابتی مانند یک یا دو سال در حساب پس‌انداز متعهد شده‌اند، که به‌طور مشابه «سپرده‌های با مدت ثابت» نامیده می‌شوند.
اندازه‌گیری‌های آماری انجام شده بر روی سرمایه‌گذاری ثابت، مانند موارد منتشر شده توسط دفتر تحلیل اقتصادی در ایالات متحده، یورواستات در اروپا و سایر دفاتر آماری ملی و بین‌المللی (به عنوان مثال صندوق بین‌المللی پول)، اغلب در دیدگاه اقتصاددانان به عنوان شاخص‌های مهم رشد اقتصادی بلند مدت (رشد تولید و اشتغال) و بهره‌وری بالقوه در نظر گرفته می‌شوند.

## چرا ثابت؟
استفاده از اصطلاح «ثابت» لزوماً به معنای دارایی «در یک جا باقی بماند» نیست، به این معنی نیست که از نظر فیزیکی بی حرکت باشد، بلکه بیشتر به گردش (چرخش) جریان سرمایه اشاره دارد.
به‌طور معمول، به منظور برای استفاده در حسابداری، سرمایه‌گذاری ثابت به «دارایی‌های فیزیکی نگه داشته شده برای یک سال یا بیشتر» گفته می‌شود؛ بنابراین سرمایهٔ موجود برای سرمایه‌گذاری سرمایه گذاری «ثابت» است، به‌طور صریح به این معنی که سرمایه برای مدت زمان طولانی در دارایی‌های فیزیکی گره خورده‌است، بنابراین نمی‌تواند برای اهداف دیگر استفاده شود. این در تضاد است با برای مثال، سرمایهٔ موجود برای سرمایه‌گذاری اگر در حالت سپرده‌های بانکی مایع سود آور یا سرمایه‌گذاری در مواد اولیه باشد، که به‌طور کامل در ۵ هفته مورد استفاده قرار می‌گیرد، تا محصولاتی تولید شود که پس از فروش در ماه بعد درآمد کسب می‌کنند.
اصطلاح «سرمایه گذاری ثابت» ممکن است تا حدودی مبهم باشد، زیرا می‌تواند به ارزش سهام دارایی‌های ثابت که در تاریخ تعادل نگهداری می‌شوند، یا مشابها در اقتصاد اقتصاد، به ارزش جریان هزینه‌های دارایی‌های ثابت در سراسر یک دوره مانند یک سال حسابداری اشاره کند. این تمایز همیشه به‌طور واضح در جدول‌بندی‌های آماری بیان نشده‌است - آنها ممکن است یا به سهام سرمایه گره خورده در دارایی‌های ثابت در تاریخ ترازو اشاره کنند یا به میزان هزینه شده در تجهیزات ثابت طی یک فصل (سه ماه) یا سال.

## روندها
سرمایه‌گذاری‌های ثابت امروزه می‌تواند بسیار عظیم باشد (برای مثال، نیروگاه هسته ای ممکن است با سه میلیارد دلار ساخته شود). این خطر بیشتری ایجاد می‌کند و این بدان معنی است که بسیاری از ضمانت‌های مالی و تمهیدات بیمه لازم می‌شوند.